# لمور ورزشکار اوتو
 لمور ورزشکار اوتو (نام علمی: Lepilemur otto) نام یک گونه از سرده لمورهای ورزشکار است.